# Hasenbergturm (Widen)
Der Hasenbergturm ist ein Aussichtsturm in der Gemeinde Widen im Schweizer Kanton Aargau. Er wurde 2021 erbaut und steht auf dem Hasenberg, dem südlichsten Ausläufer der Heitersberg-Hügelkette zwischen Reuss- und Limmattal.

## Geschichte
Von 1904 bis 1956 stand beim damaligen Restaurant «Hasenberg» ein Wohnturm, der vom Badener Tierarzt Adolf Meier erstellt worden war. Aus Sicherheitsgründen und wegen des fehlenden Geldes für die anstehenden Reparaturen und den regelmässigen Unterhalt wurde der Turm wieder abgebrochen.

## Situation
Der im Jahre 2021 aus Fichten- und Tannenholz erstellte Turm ist 40 Meter hoch. 210 Treppenstufen führen zur Aussichtsplattform in 36 Meter Höhe. Von dort aus bietet sich eine Aussicht von den Lägern bis zum Napf.

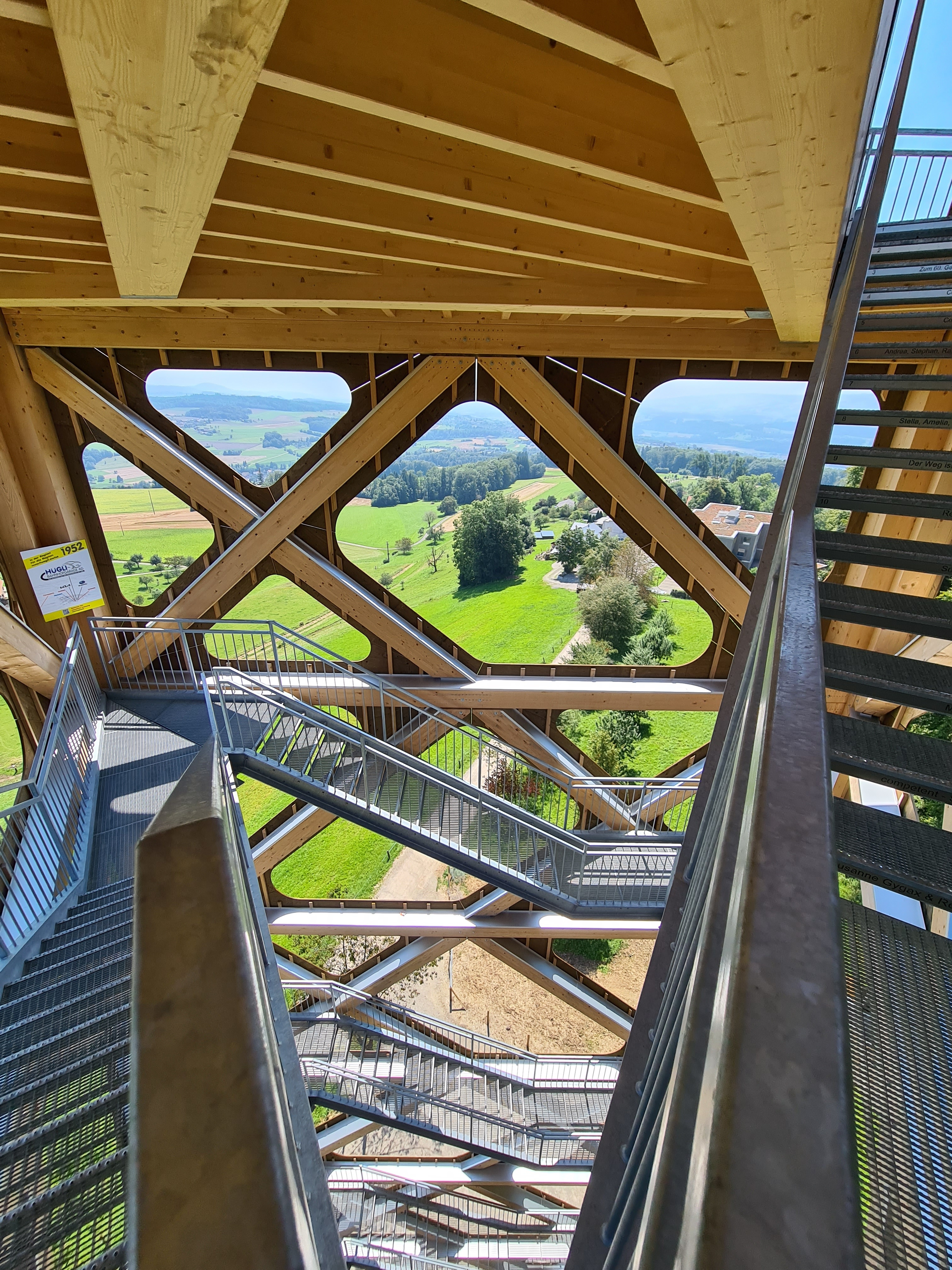
Treppen
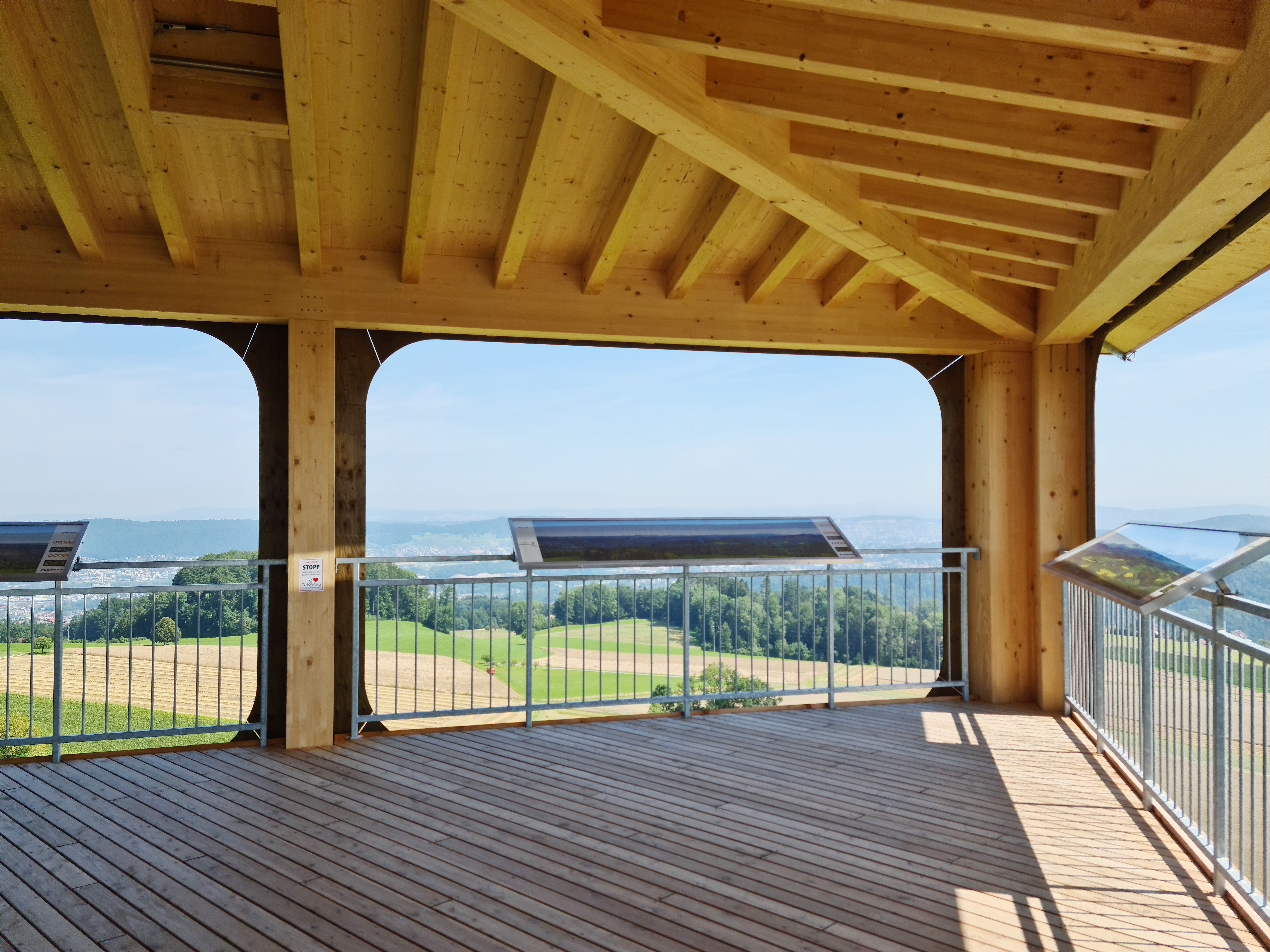
Aussichtsplattform
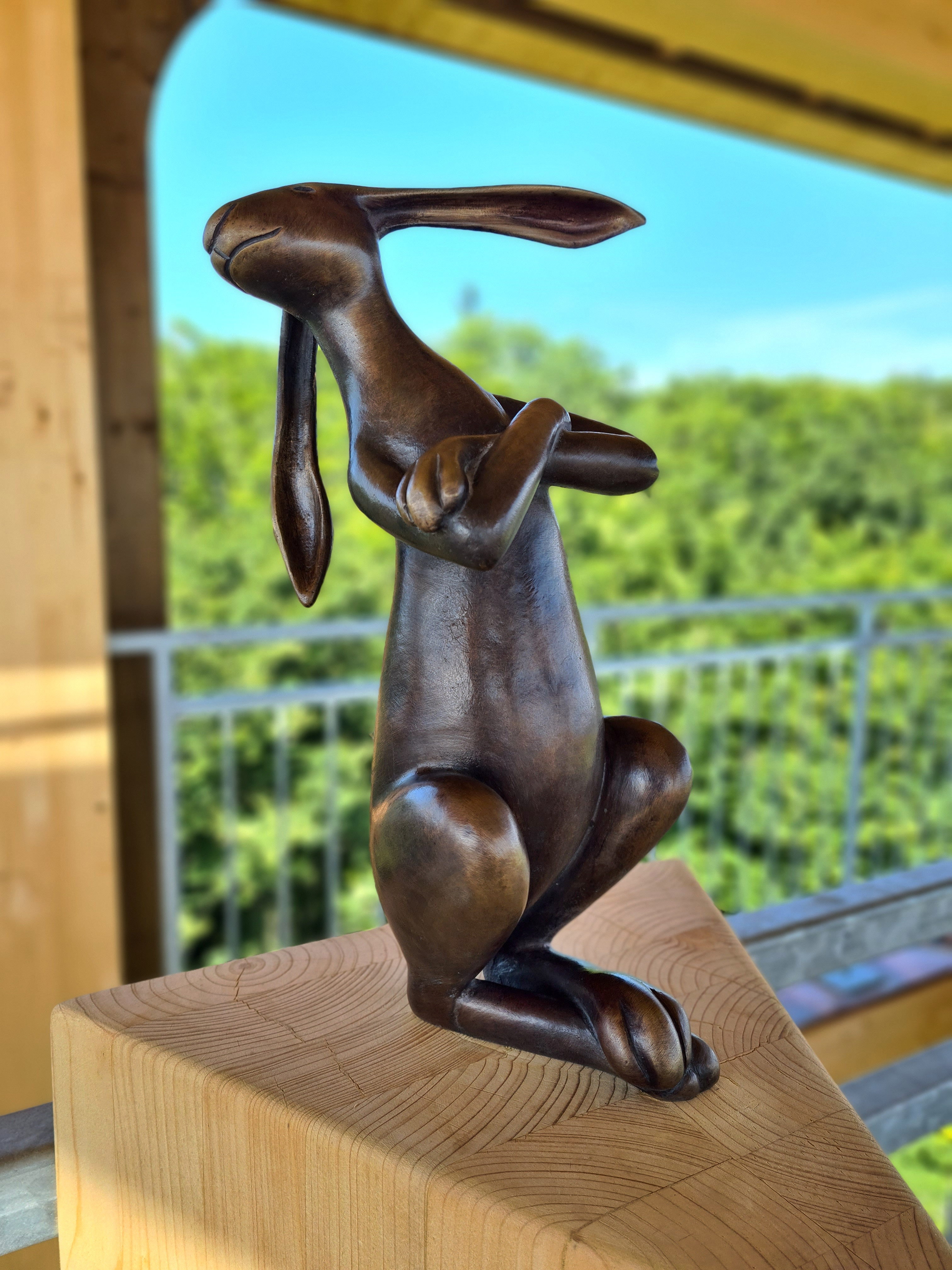
Hase von Bildhauer Alex Schaufelbühl